# Кумамото (префектура)
Кумамо́то (яп. 熊本県 Кумамото-кэн) — префектура, расположенная в регионе Кюсю на острове Кюсю, Япония. Площадь префектуры составляет 7404,79 км², население — 1 794 784 человека (1 августа 2014), плотность населения — 242,38 чел./км². Административный центр префектуры — город Кумамото.

## История
Название префектуры происходит от древнего племени кумасо (яп. 熊襲 «медвежьи нападающие») — этнической группы, которая проживала в Южной Японии, центральной и южной частях острова Кюсю, в III—VI веках. В VII веке при японском завоевании большинство кумасо было истреблено, а уцелевшие были ассимилированы завоевателями или направлены на север Японского архипелага воевать против эмиси.

## Административно-территориальное деление
В префектуре Кумамото расположено 14 городов и 9 уездов (23 посёлка и 8 сёл).

### Города
Список городов префектуры:
- Амакуса;
- Арао;
- Асо;
- Камиамакуса;
- Кикути;
- Коси;
- Кумамото;
- Минамата;
- Тамана;
- Уки;
- Уто;
- Хитоёси;
- Ямага;
- Яцусиро.

### Уезды
Посёлки и сёла по уездам:
- Симомасики;
  - Мисато;
- Тамана;
  - Гёкуто;
  - Нагасу;
  - Нагоми;
  - Нанкан;
- Кикути;
  - Кикуё;
  - Одзу;
- Асо;
  - Минамиасо;
  - Минамиогуни;
  - Нисихара;
  - Огуни;
  - Такамори;
  - Убуяма;
- Камимасики;
  - Касима;
  - Коса;
  - Масики;
  - Мифуне;
  - Ямато;
- Яцусиро;
  - Хикава;
- Асикита;
  - Асикита;
  - Цунаги;
- Кума;
  - Асагири;
  - Ицуки;
  - Кума;
  - Мидзуками;
  - Нисики;
  - Сагара;
  - Тараги;
  - Юномаэ;
  - Ямаэ;
- Амакуса;
  - Рейхоку.

## Экономика
В префектуре расположен завод солнечных батарей «Honda Soltec».

## Символика
Эмблема префектуры была принята 31 марта 1966 года. Для её создания взяли первый слог названия префектуры — «ку» (яп. ク) — и объединили его с очертаниями острова Кюсю. Белый круг в центре символизирует префектуру Кумамото, находяющуюся в центре острова. Флаг был назначен 23 июля 1966 года.
Цветком префектуры жители выбрали в октябре 1953 года горечавку шероховатую. Деревом избрали камфорное дерево (октябрь 1966), птицей — полевого жаворонка (октябрь 1966), а рыбой — креветку куруму (Marsupenaeus japonicus, декабрь 1989).
В 2010 году талисманом префектуры был выбран Кумамон. Ныне он является одним из самых популярных маскотов в Японии.